# Claire Booth
Claire, Contesă de Ulster (născută Claire Alexandra Booth, la 29 decembrie 1977), este soția lui Alexander Windsor, Earl of Ulster, fiul și moștenitorul Prințului Richard, Duce de Gloucester și a lui Birgitte, Ducesă de Gloucester.
 Claire Booth a studiat la King's College din Londra și a absolvit ca MB BS, MSc, PhD. Ea este chirurg și pediatru la University College Hospital.

## Titluri și arme
- Contesa de Ulster (marital)
- Dr Claire Booth (profesional)